# Simone Mareuil
Simone Mareuil (Périgueux, Dordogne, 25 de agosto de 1903-ibídem, 24 de octubre de 1954), cuyo nombre real fue Marie Louise Simonne Vacher, fue una actriz francesa que aparece en Un perro andaluz (1929) de Luis Buñuel.

## Biografía
En 1920, se mudó con su familia a París. Vivió en el barrio bohemio de Montparnasse.
Comenzó su carrera artística en teatros y cabarets, desarrollando la mayor parte de ella en el período de entreguerras. Participó en más de 20 películas o cortometrajes. Fue conocida por su vis cómica.
En 1924, participó en el corto de estilo vanguardista de Catelain, La barraca de los monstruos. En 1926 se estrenó el filme El judío errante de Luitz-Morat, que se basada en la novela por entregas del escritor Eugéne Sue publicada en los periódicos del siglo XIX. En 1929, interpretó su primer papel protagonista en Genet d’Espagne, de Gérard Ortvin y también Piel de melocotón.
Se hizo célebre tras protagonizar en 1929 el cortometraje franco-español mudo Un perro andaluz de Luis Buñuel y Salvador Dalí. En 1932, participó en la película de René Hervil La petite chocolatière. También interpretó el papel de Yocasta en una adaptación de la tragedia Edipo Rey, de Sófocles.

## Un perro andaluz
En la película Un perro andaluz de Luis Buñuel, se simula que su ojo es rasgado por una navaja de afeitar, una escena icónica del cine. Para lograr este efecto, se utilizó el ojo de una vaca a la que se afeitó el pelo de la piel que lo rodea. Una escena que ha sido fruto de numerosos análisis y que ha servido de inspiración para muchos artistas.
Sin embargo, apenas se mencionó la participación de Simone en la película. Luis Buñuel solo hizo referencia a aspectos físicos de Simone Mareuil, llamándola "La Mamoma", en referencia a la escena en que el actor Pierre Barcheff le manosea los pechos.

## Fin de su carrera y muerte
Su carrera artística se vio interrumpida por el inicio de la Segunda Guerra Mundial. El 15 de junio de 1940, se casó con el actor Phillipe Hersent (1912-1982), del que se divorció tras la guerra.
Tras la Segunda Guerra Mundial, regresó a su tierra natal víctima de una depresión. Perdió sucesivamente a su padre y a su hermano Raymond, y se encontró en proceso de divorcio cuando se prendió fuego el 24 de octubre de 1954 en el patio de la casa familiar de Coursac. Murió por suicidio a los 51 años. Tanto ella como su compañero de reparto de Un perro andaluz, Pierre Batcheff, se suicidaron.